# 強尼·海勒維格
強尼·海勒維格（英語：Johnny Hellweg，1988年10月29日—），為美國的棒球選手之一，曾效力於美國職棒密爾瓦基釀酒人隊，後效力於日本職棒廣島東洋鯉魚隊，守備位置為投手。

## 生平
2008年，於美國職棒選秀會上被洛杉磯安那罕天使隊以第16輪第1357順位選中，因此開啟職棒生涯，然而，他在天使隊最高只升至2A，隨後就在2012年7月27日和Jean Segura及Ariel Peña被交易至密爾瓦基釀酒人隊，天使隊則換來Zack Greinke。
2013年6月26日，首次升上大聯盟，並在6月28日對上匹茲堡海盜隊的比賽中初登板，不過他只投了1.2局便失掉7分，而整個賽季他出賽8場比賽，其中7場為先發投手，只拿下1勝4敗、防禦率6.75的成績，另外投出了26次四壞球，成績非常不理想。
2014年，因為受傷的關係整季只在小聯盟出賽4場比賽，2015年季末成為自由球員。
2015年11月17日，和聖地牙哥教士隊簽下小聯盟合約，但在隔年於小聯盟出賽10場比賽，防禦率高達11.31，於2016年6月30日遭到釋出。
2016年7月8日，加盟加拿大美國職業棒球聯盟的紐澤西豺狼人隊，並出賽20場比賽，3勝1敗，防禦率6.86。後於11月16日和辛辛那提紅人隊簽下小聯盟合約。
2017年，尚未在紅人隊出賽就離隊，並再次和紐澤西豺狼人隊簽下合約，並以後援投手為主，出賽36場比賽拿下19次救援成功。8月25日和匹茲堡海盜隊簽下小聯盟合約。
2018年，整季在3A出賽24場比賽，有11次救援成功，6月26日被廣島東洋鯉魚隊簽下。
2019年，整季只出賽5場比賽，季末成為自由球員。
2020年，和聖路易紅雀隊簽下小聯盟合約，但受到COVID-19的影響，小聯盟宣布賽季取消，因此在5月27日遭到釋出。
2021年，和大西洋聯盟長島鴨隊簽約，季末成為自由球員。

## 職棒生涯成績

### 美國職棒
| 年度 | 球隊           | 出賽 | 先發 | 勝投 | 敗投 | 中繼 | 救援 | 完投 | 完封 | 三振 | 四壞 | 責失 | 投球局數 | 自責分率 | 被上壘率 |
| ---- | -------------- | ---- | ---- | ---- | ---- | ---- | ---- | ---- | ---- | ---- | ---- | ---- | -------- | -------- | -------- |
| 2013 | 密爾瓦基釀酒人 | 8    | 7    | 1    | 4    | 0    | 0    | 0    | 0    | 9    | 26   | 23   | 30.2     | 6.75     | 2.15     |
| 合計 | 1年            | 8    | 7    | 1    | 4    | 0    | 0    | 0    | 0    | 9    | 26   | 23   | 30.2     | 6.75     | 2.15     |

### 日本職棒
| 年度 | 球隊         | 出賽 | 先發 | 勝投 | 敗投 | 中繼 | 救援 | 完投 | 完封 | 三振 | 四壞 | 責失 | 投球局數 | 自責分率 | 被上壘率 |
| ---- | ------------ | ---- | ---- | ---- | ---- | ---- | ---- | ---- | ---- | ---- | ---- | ---- | -------- | -------- | -------- |
| 2018 | 廣島東洋鯉魚 | 7    | 0    | 0    | 0    | 2    | 0    | 0    | 0    | 10   | 5    | 1    | 8.0      | 1.13     | 1.13     |
| 2019 | 廣島東洋鯉魚 | 5    | 0    | 1    | 0    | 1    | 0    | 0    | 0    | 2    | 1    | 0    | 3.2      | 0.00     | 0.82     |
| 合計 | 2年          | 12   | 0    | 1    | 0    | 3    | 0    | 0    | 0    | 12   | 6    | 1    | 11.2     | 0.77     | 1.03     |

## 外部連結
- 強尼·海勒維格在美國職棒官網（英语）
- 強尼·海勒維格在日本職棒官網（英语）
- 強尼·海勒維格在Baseball-Reference.com（大聯盟）（英语）
- 強尼·海勒維格在Baseball-Reference.com（小聯盟以及海外聯盟）（英语）
- 強尼·海勒維格在ESPN（MLB）（英语）
- 強尼·海勒維格在FanGraphs.com（英语）
- 強尼·海勒維格在Retrosheet（英语）
- 強尼·海勒維格在The Baseball Cube（英语）